# Privatér

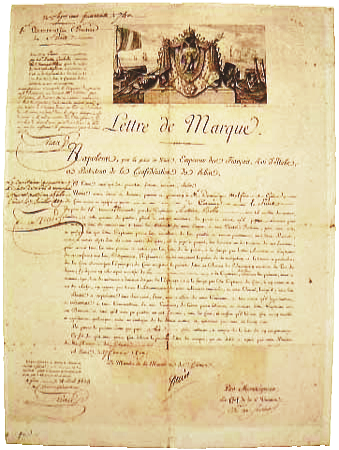
Antoine Bollo számára 1809-ben kiadott kalózlevél.

Privatérnek (az angol privateer, „private man of warre" kifejezés – szótár szerint partizánhajó – rövidült formája), kápernek (a német Kaperschiff kifejezésből) vagy korzárnak (a francia corsaire kifejezésből) nevezik az olyan magánszemélyeket, akiket egy adott állam által kibocsátott engedély felhatalmazott, hogy háborús időkben a kibocsátó nemzet számára ellenséges hajókat megtámadhassák. Az ilyen engedélyeket kalózlevélnek (angolul letter of marque) hívták, és értelmében a megszerzett zsákmány 10%-a a kiállító országot illette meg.  A kalózlevéllel ellátott privatérek és a kalózok között az volt a különbség, hogy a privatérek is a nyílt tengeren bármely állam hadihajói által elfoghatók és elkobozhatók, a legénység azonban, minthogy állami engedélye van, nem ítélhető el kalózkodás miatt, hanem hadifoglyoknak megfelelő elbánás alá esik. Jogilag a hajó rablással foglalkozó kalózhajó, de legénysége nem kalóz.
I. Margit dán királynő ellen a Hanza-szövetség már fogadott fel privatérokat a Vitális Testvérek személyében. Az Erzsébet-kori Angliában a megengedett és tiltott tevékenységek közötti határvonal igen képlékeny volt, amit gyakran figyelmen kívül is hagytak, nem utolsósorban azért, mert egy 1536-ban hozott rendelet a kalózkodást ugyan bűntettnek minősítette, a privatér szó a 17. század közepéig ismeretlen fogalom volt. Később jöttek a hivatalos, engedéllyel rendelkező privatérek, akiket már kormányok, uralkodók, törvények hatalmaztak fel arra, hogy az ellenséges országok hajóit kirabolják, méghozzá törvényes alapon. Egy ilyen hivatalos kalóz részesedett a zsákmányból (mint Francis Drake, aki nagy hasznot termelt Angliának), és gyakran előfordult, hogy az állam felhatalmazásának kereteit túllépve, a saját zsebére kalózkodott.
Ennek a gyakorlatnak hivatalosan a párizsi tengerjogi nyilatkozat vetett véget 1856-ban. Az eredetileg csak Nagy-Britannia, Franciaország, Poroszország, Ausztria és Oroszország által aláírt nyilatkozathoz később Olaszország, Törökország, majd a többi európai s részben az amerikai államszövetség is hozzájárult. De az amerikai polgárháborúban (1861) a déli államok még kiadtak kalózleveleket. Általánosan elismert nemzetközi elvvé vált az, hogy béke idején az államok kalózlevelek kiadására nincsenek feljogosítva. Az ez ellen vétő államra – mint kalózállamra – az összes civilizált állam rátámadhat, s a kalózállamot az elkobzott károk megtérítésére, teljes elégtételre, s további visszaélés ellen biztosítékadásra kötelezhetik. Hírhedt kalózállamok voltak az észak-afrikai tengerparti államok, amelyeknek az európai államok jó ideig önként adót fizettek.
Minden idők legismertebb privatér kalóza Sir Henry Morgan admirális volt.